# Oscar da Silva Araújo
Oscar da Silva Araújo (Rio de Janeiro, 26 de agosto de 1886 – Engenheiro Paulo de Frontin, 11 de fevereiro de 1942) foi um médico brasileiro. Filho do acadêmico Antonio José Pereira da Silva Araújo, presidente da Academia Nacional de Medicina de 1897 a 1900.
Doutorado pela Faculdade de Medicina do Rio de Janeiro, com a tese “Contribuição ao estudo de Bouba”. Foi eleito membro da Academia Nacional de Medicina em 1921, sucedendo Joaquim Cardozo de Mello Reis na Cadeira 59, que tem Nina Rodrigues como patrono.